# Corral-Rubio
Corral-Rubio er en by og kommune i det sydøstlige Spanien i provinsen Albacete. Den har et indbyggertal på 302 (2024) indbyggere.